# Batalla de Stamford Bridge
La batalla de Stamford Bridge tuvo lugar en la localidad inglesa de Stamford Bridge el 25 de septiembre de 1066, poco después de que un ejército invasor vikingo procedente de Noruega, comandado por el rey Harald III de Noruega, venciera al ejército de los condes del norte Edwin de Mercia y Morcar de Northumbria en la batalla de Fulford, dos millas al sur de York, y unas semanas antes de la decisiva batalla de Hastings, que supuso el inicio de la invasión normanda.

## Antecedentes
En enero de 1066, el rey de Inglaterra Eduardo el Confesor murió sin haber dejado un heredero al trono. Este vacío sucesorio provocó que Harold Godwinson, conde de Wessex, Harald Hardrada, rey de Noruega, y Guillermo el Conquistador, duque de Normandía, reclamaran sus derechos al trono.

## La invasión de Harald
Al día siguiente de morir Eduardo el Confesor, Harold Godwinson se proclamó rey de Inglaterra. Su ejército constaba de una tropa de élite, el hird de los llamados huscarles, y un gran número de soldados comunes de la leva miliciana llamada fyrd.
Harold, esperando el ataque de Guillermo, duque de Normandía, luego llamado Guillermo el Conquistador, mandó a todas sus tropas a defender la costa sur de Inglaterra, suponiendo que el ataque llegaría por el canal de la Mancha. Pero Guillermo no atacó, y el 8 de septiembre se le acabaron los víveres y el capital, por lo que debió mandar a sus tropas de regreso a Londres.
Harald Hardrada decidió aprovechar la situación y atacar Yorkshire, en el norte de Inglaterra. Un hermano de Harold, Tostig, se unió a los vikingos. Godwinson no estaba preocupado. Cuando se enteró del futuro ataque dijo respecto a Harald: «Le daré seis pies de tierra inglesa, y ya que es tan alto uno más» (este episodio es evocado por el escritor argentino Jorge Luis Borges en «El pudor de la historia», relato contenido en la obra Otras inquisiciones, 1952).
Godwinson reunió a su ejército y marchó 200 millas, de Londres a York, en solo cinco días. Su plan era emboscar a Harald, ya que este no esperaba el ataque ni tenía protección.

## La batalla
El ejército sajón estaba acercándose al campamento de Hardrada, en la otra orilla del río Derwent, en Stamford Bridge. Harald divisó las tropas enemigas y mandó a un contingente de su ejército a combatirlas, mientras él y el resto de sus soldados tenían tiempo para formar filas.

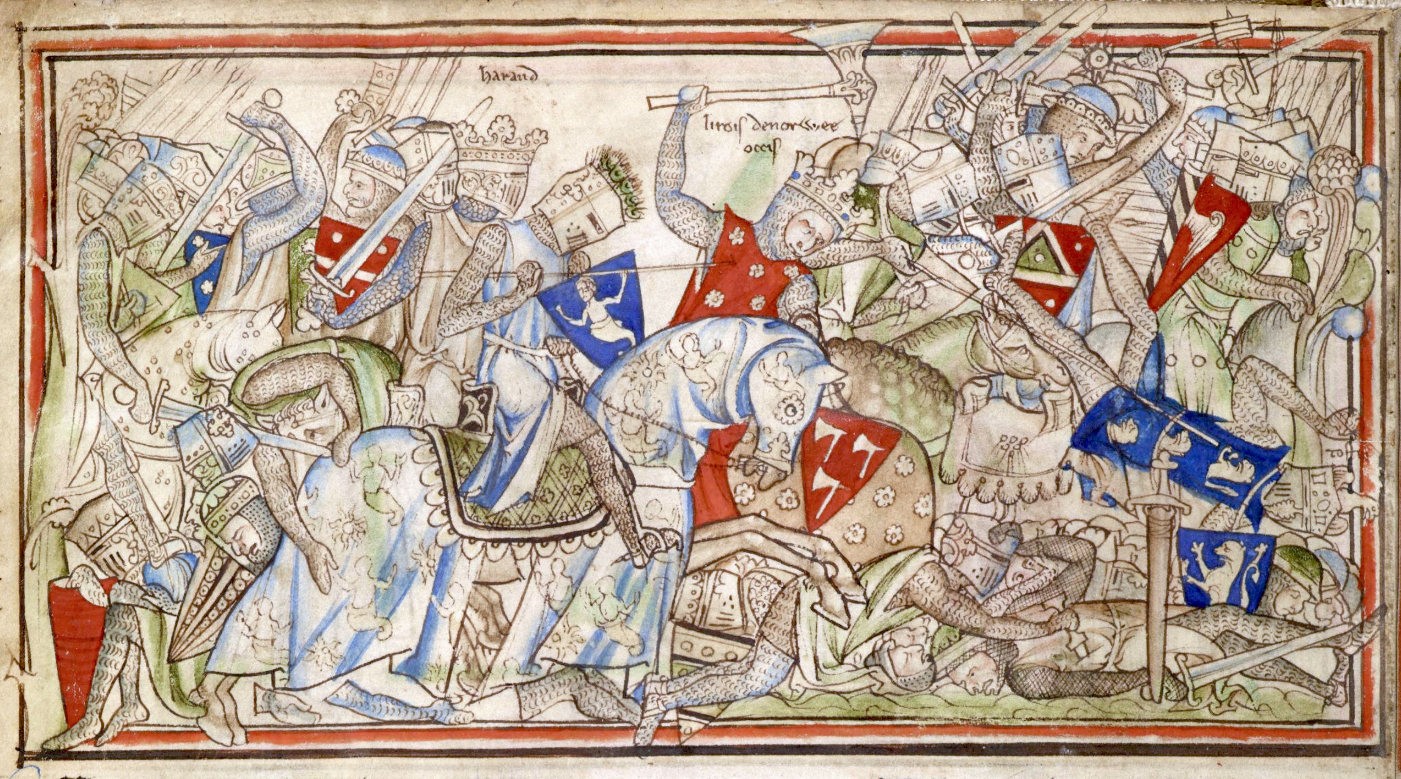
Escena de la batalla según un grabado del.

Antes de comenzar la batalla, Harald dijo la siguiente frase:
In battle we should never
hide behind a shield...
My armour tells me: Hold your head up,
where sword meets skull.
Que en español quiere decir:
En la batalla nunca debemos
escondernos detrás de los escudos...
Mi armadura me dice: Alza la cabeza,
donde la espada encuentra al cráneo.
Las tropas de Godwinson vencieron muy fácilmente a los enviados por Hardrada; el plan de Harald había fracasado. Según la Crónica anglosajona, el puente epónimo de la localidad fue defendido por un enorme y altísimo berserker noruego que empequeñecía al mismísimo Harald Hardrada (que medía más de dos metros), armado con un hacha y sin armadura alguna. Aterrorizó al ejército anglosajón y protegió el puente durante dos horas, matando a todo aquel que pretendía cruzarlo (40 anglosajones fueron sus víctimas). Un soldado sajón encontró un viejo leño en el lecho del río con el que logró cruzar el río y dar muerte al berserker con su lanza, tras lo cual el ejército de Harold Godwinson pudo cruzar el puente.
Esta situación permitió prepararse al ejército de Hardrada. Formaron en falange con una fuerte línea de escudos (fylking), que los anglosajones no fueron capaces de atravesar.
Después de una breve tregua, Godwinson hizo una nueva carga. Pero esta vez los huscarles no entraron en combate. Sólo los fyrd avanzaron, y luego de un corto combate huyeron. Hardrada pensó que había ganado, rompió filas y se abalanzó sobre los sajones. Pero los fyrd dieron media vuelta y, junto con los huscarles que habían quedado con Harold, rodearon a los vikingos. Hardrada había caído en la trampa. Se produjo un feroz combate donde Harald murió por un flechazo en la garganta. Un compañero le preguntó si estaba malherido y el rey vikingo le contestó: «Es sólo una pequeña flecha, pero está cumpliendo su trabajo». Harald Hardrada murió y los vikingos fueron derrotados.

## Consecuencias

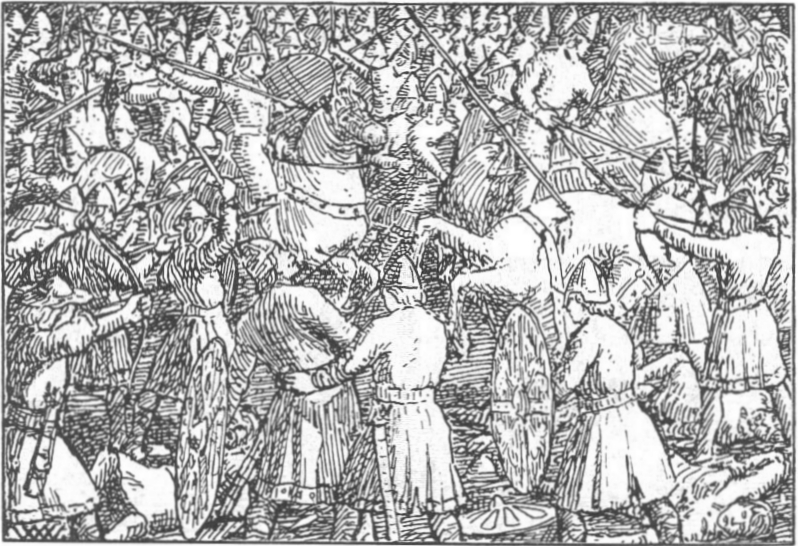
Harald muere de un flechazo en la garganta. Ilustración de Wilhelm Wetlesen.

Esta batalla marcó el final de las grandes invasiones vikingas, aunque aún habría otra lucha posterior, protagonizada en 1075 por el rey de Dinamarca, Svein Strithsson. En esta ocasión, el desembarco de Harald Hardrada no constituía una mera incursión o invasión, sino que se trataba de un intento de acceder al trono de Inglaterra, al cual creía tenía derecho el rey noruego. Esto produjo una mayor estabilidad en el continente europeo.
Otra consecuencia fue el desgaste que sufrieron las tropas sajonas, porque después de esta batalla, Guillermo el Conquistador invadió Inglaterra. El ejército de Harold debió realizar otra marcha forzada de York a Hastings, la cual provocó un gran cansancio en las tropas, más las enfermedades en los sajones producto de los desechos al lado de los caminos usados que seguramente enfermó a muchos. Este factor fue decisivo en la batalla de Hastings, que marcó el fin de la Inglaterra anglosajona.

## Monumento conmemorativo de la batalla
En el pueblo de Stamford Bridge se eleva un monumento conmemorativo de la batalla que reza:

1066

The Battle of Stamford Bridge

King Harold of England defeated his brother Tostig and Harald Hardrada of Norway here on 25 September 1066

Que en español significa:

1066

La Batalla de Stamford Bridge

El rey Harold de Inglaterra derrotó a su hermano Tostig y a Harald Hardrada de Noruega en este lugar el 25 de septiembre de 1066

- El campo de fútbol del Chelsea Football Club lleva el nombre de Stamford Bridge.
- La banda sueca de death metal Amon Amarth hace referencia a este evento con su álbum Berserker, más específicamente con la canción "The Berserker at Stamford Bridge" en la que se narran los sucesos desde tres perspectivas: la de los ingleses, la de los vikingos y la del berserker.